# 高田奈美江
高田 奈美江（たかだ なみえ、1966年 - ）は日本の女優。『“BLOW THE NIGHT ! " 夜をぶっとばせ』に主演した。

## 略歴
出身は群馬で父親は新聞記者だったらしい。
幼少時から非行に走り、中学校を卒業間際に追い出される。その後、上京を希望し親族が『嗚呼!!花の応援団』に出演していたつてで、映画監督の曽根中生が運営するフィルムワーカーズで電話番を務める。
曽根らが聞いていた話と異なりまじめな働きぶりで、彼女にこれまでの経験を書かせたところこれは映画に使えると判断し、『“BLOW THE NIGHT ! " 夜をぶっとばせ』の企画が立ち上がる。主演は、最終的に素人であった高田本人が演じることになった。
映画公開後は笑っていいとも!にレギュラー出演したり、バンド活動などを行っていたが、間もなく芸能界から去り、現在の消息は不明である。